# Трелеборис ФФ
Трелеборис ФФ (на шведски: Trelleborgs Fotbollförening, Трелеборис Фотболфьоренинг) е шведски футболен отбор от едноименния град Трелебори. От 2006 г. се състезава се в най-високото ниво на шведския футбол групата Алсвенскан.

## Успехи
- Шампион на втора дивизия Суперетан (1): 2006 г.

## Европейски турнири
Участвал е в турнира за купата на УЕФА през сезон 1994-1995 г.